# LiveConnect
LiveConnect ist eine Programmierschnittstelle. Sie ermöglicht, dass Methoden von Klassen der Programmiersprache Java aus JavaScript heraus aufgerufen werden können. Die vorhandene Java-Infrastruktur kann vollständig genutzt werden. Die Kommunikation funktioniert auch in die andere Richtung.
Die Unterstützung von LiveConnect wurde aus den aktuellen Versionen von Firefox entfernt.
Siehe auch: CORBA